# Potlatch (软件)
Potlatch是一個利用Adobe Flash來編輯開放街圖地圖資料的工具。它是內嵌於開放街圖網頁的兩個編輯器的其中一個。
Potlatch 1 在2006年中釋出並且曾是在開放街圖主網頁上的預設編輯器，一直到其在2011年4月被Potlatch 2取代為止。
Potlatch 2在2010年夏天釋出了Alpha版，其功能在當時已相當完整。2010年12月，Potlatch 2被釋出給公眾使用。在微软公司將其Bing Maps的衛星空照圖提供給開放街圖使用後，Potlatch 2也可以將這些圖片顯示在背景做為製圖時的底圖使用。
Potlatch 2需要有安裝了至少第8版的Flash外掛程式的网页浏览器，目前仍有持續的維護中。
而開放街圖目前的預設編輯器則為openstreetmap:iD。
该软件的名称“Potlatch”来源于北美洲原住民的一种赠礼仪式，一般译为散财宴。

## 延伸閱讀
- Ramm, Frederik; Topf, Jochen; Chilton, Steve. . UIT Cambridge. 2010: 386  [2020-09-26]. ISBN 978-1-906860-11-0. （原始内容存档于2020-09-23）.

## 外部連結
- Potlatch 2 Github原始碼庫（页面存档备份，存于）
- 在開放街圖Wiki上的Potlatch 2（页面存档备份，存于）